# Fantasy Filmfest 2025
Das 39. Fantasy Filmfest (2025) findet im Spätsommer 2025 im Zoopalast in Berlin, im Savoy Filmtheater in Hamburg, im EM in Stuttgart sowie im Cinecitta in Nürnberg und in den City-Kinos in München, in der Harmonie in Frankfurt am Main und in der Residenz Astor Film Lounge in Köln statt.
Die Fantasy Filmfest White Nights fanden in der Zeit von Samstag, den 25. Januar, bis Sonntag, den 26. Januar 2025, in der Harmonie in Frankfurt am Main, im Savoy Filmtheater in Hamburg, im Cinema in München; sowie von Samstag, den 1. Februar, bis Sonntag, den 2. Februar 2025, im Zoopalast in Berlin, in der Residenz Astor Film Lounge in Köln, im Cinecitta in Nürnberg und im EM in Stuttgart statt.
Die Fantasy Filmfest Nights finden in der Zeit vom Donnerstag, dem 8. Mai, bis Sonntag, den 11. Mai 2025, im Zoopalast in Berlin, in der Harmonie in Frankfurt am Main, in der Residenz Astor Film Lounge in Köln, im Cinecitta in Nürnberg und im EM in Stuttgart; von Donnerstag, dem 15. Mai, bis Sonntag, den 18. Mai 2025, im Savoy Filmtheater in Hamburg; sowie von Donnerstag, dem 22. Mai, bis Sonntag, den 25. Mai 2025, im Cinema in München statt.
Alle hier aufgeführte Filme wurden in allen Städten gezeigt.

## Liste der gezeigten Filme
| Fantasy Filmfest White Nights | Fantasy Filmfest White Nights       | Fantasy Filmfest White Nights    | Fantasy Filmfest White Nights | Fantasy Filmfest White Nights |
| Originaltitel | Deutscher Titel                     | Land                             | Jahr                          | Regisseur                     |
| --- | ----------------------------------- | -------------------------------- | ----------------------------- | ----------------------------- |
| Cassandra Special Screening mit den ersten beiden Folgen der Netflix-Serie: "Folge 1: Ein neuer Anfang" und "Folge 2: Wer bin ich?" | --                                  | Deutschland                      | 2024                          | Benjamin Gutsche              |
| Above The Knee | --                                  | Norwegen                         | 2024                          | Viljar Bøe                    |
| Companion | Companion – Die perfekte Begleitung | USA                              | 2024                          | Drew Hancock                  |
| 鬼才之道 | Dead Talents Society                | Taiwan                           | 2024                          | John Hsu                      |
| 베테랑2 | I, The Executioner                  | Südkorea                         | 2024                          | Ryoo Seung-wan                |
| Mads | --                                  | Frankreich                       | 2024                          | David Moreau                  |
| La nuit se traîne | Night Call                          | Frankreich                       | 2024                          | Michiel Blanchart             |
| Presence | --                                  | USA                              | 2024                          | Steven Soderbergh             |
| Street Trash | --                                  | Südafrika, USA                   | 2024                          | Ryan Kruger                   |
| The Surfer | --                                  | Australien, Irland               | 2024                          | Lorcan Finnegan               |
| El Llanto | The Wailing                         | Spanien, Argentinien, Frankreich | 2024                          | Pedro Martín-Calero           |

| Fantasy Filmfest Nights | Fantasy Filmfest Nights | Fantasy Filmfest Nights                     | Fantasy Filmfest Nights | Fantasy Filmfest Nights        |
| Originaltitel           | Deutscher Titel         | Land                                        | Jahr                    | Regisseur                      |
| ----------------------- | ----------------------- | ------------------------------------------- | ----------------------- | ------------------------------ |
| La città proibita       | Kung-fu in Rome         | Italien                                     | 2025                    | Gabriele Mainetti              |
| The Damned              | --                      | Irland, Belgien                             | 2024                    | Thordur Palsson                |
| 폭로: 눈을 감은 아이    | A Girl With Closed Eyes | Südkorea                                    | 2024                    | Chun Sunyoung                  |
| Una Ballena             | A Whale                 | Spanien, Italien                            | 2024                    | Pablo Hernando                 |
| Bring Them Down         | --                      | Belgien                                     | 2024                    | Christopher Andrews            |
| Clown in a Cornfield    | --                      | USA                                         | 2025                    | Eli Craig                      |
| ザ・ゲスイドウズ        | The Gesuidouz           | Japan                                       | 2024                    | Kenichi Ugana                  |
| Jimmy and Stiggs        | --                      | USA                                         | 2024                    | Joe Begos                      |
| June and John           | --                      | Frankreich                                  | 2025                    | Luc Besson                     |
| Locked                  | --                      | USA                                         | 2025                    | David Yarovesky                |
| Memoir of a Snail       | --                      | Australien                                  | 2024                    | Adam Elliot                    |
| Mermaid                 | --                      | USA                                         | 2025                    | Tyler Cornack                  |
| 노이즈                  | Noise                   | Südkorea                                    | 2024                    | Kim Soo-jin                    |
| オラン・イカン          | Orang Ikan              | Indonesien, Japan, Singapur, Großbritannien | 2024                    | Mike Wiluan                    |
| Redux Redux             | --                      | USA                                         | 2025                    | Kevin McManus, Matthew McManus |
| The Rule of Jenny Pen   | --                      | Neuseeland                                  | 2024                    | James Ashcroft                 |
| Den stygge stesøsteren  | The Ugly Stepsister     | Dänemark                                    | 2024                    | Emilie Blichfeldt              |
| The Weekend             | --                      | Nigeria                                     | 2024                    | Daniel Oriahi                  |